# 테일러 러셀
테일러 러셀(Taylor Russell, 1994년 7월 18일 ~ )은 캐나다의 배우이다. 2022년 영화 《본즈 & 올》을 통해 베네치아 영화제 마르첼로 마스트로야니상을 수상했다.

## 출연 작품
- 이스케이프 룸 (2019)
- 웨이브스 (2019)
- 비밀이 아닌 이야기 (2002)
- 이스케이프 룸 2: 노 웨이 아웃 (2021)
- 본즈 & 올 (2022) - 매런 역
- 호프 (미정)